# U 35 (U-Boot, 1914)
U 35 war ein Unterseeboot der deutschen Kaiserlichen Marine. Es gilt bis heute als das erfolgreichste U-Boot der Welt mit 226 versenkten Schiffen. Das größte dieser Schiffe war der französische Truppentransporter Gallia, versenkt am 4. Oktober 1916 mit rund 600 Todesopfern.

## Bau und Indienststellung
Das U-Boot war ein sogenanntes Zweihüllenboot, als Hochseeboot in einem Amtsentwurf konzipiert. Die Entwürfe U 31 bis U 41 kamen von der Germaniawerft in Kiel. Maßgeblich verantwortlich für die Entwicklung dieses Typs war der Ingenieur Hans Techel. Aus diesen Entwürfen leiteten sich auch die Zweihüllen-Hochseeboote der Typen U 51 bis U 56, U 63 bis U 65 und U 81 bis U 86 ab.
Die Bestellung für das Boot wurde am 29. März 1912 erteilt. Es sollte bereits am 1. März 1914 ausgeliefert werden, aber aufgrund von Verspätungen beim Bau der Germaniawerft-Zweitakt-Dieselmotoren konnte das Boot erst am 18. April 1914 vom Stapel laufen. Die Indienststellung erfolgte am 3. November 1914 unter Kapitänleutnant Waldemar Kophamel. Leitender Ingenieur war Marineingenieur Hans Fechter.

## Technik
Das U-Boot war 64,7 m lang und 6,32 m breit und hatte einen Tiefgang von 3,56 m sowie eine Verdrängung von 685 Tonnen über und 878 Tonnen unter Wasser. Die Besatzung bestand aus 35 Mann, darunter vier Offiziere. Die Maschinen für die Überwasserfahrt waren zwei Sechs-Zylinder-Viertakt Dieselmotoren, die bei der Germaniawerft gebaut wurden; sie hatten eine Leistung von zusammen 1.361 kW (1.850 PS). Zur Unterwasserfahrt kamen zwei SSW-Doppel-Modyn-Elektromotoren mit zusammen 880 kW (1.200 PS) zum Einsatz. Damit waren Geschwindigkeiten von 16,4 kn über Wasser bzw. 9,7 kn unter Wasser möglich. Der Aktionsradius betrug bis zu 8790 NM bei Überwasserfahrt. Bei getauchter Fahrt mit 5 kn Marschgeschwindigkeit wurden maximal 80 NM erreicht. Die maximale Tauchtiefe betrug 50 Meter. Die sechs mitgeführten Torpedos konnten über zwei Bug- und zwei Heckrohre verschossen werden. Ab Ende 1914 war ein 7,5-cm-Schnellfeuergeschütz installiert, das 1915 durch ein 8,8-cm-Schnellfeuergeschütz und 1916 durch eines mit 10,5-cm-Kaliber ersetzt wurde.

## Einsätze und Verbleib

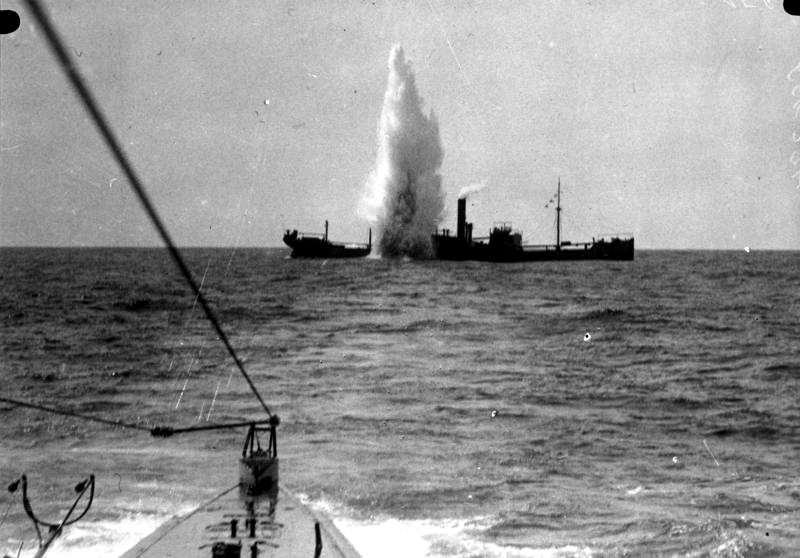
Versenkung des englischen Dampfers Maplewood, 7. April 1917

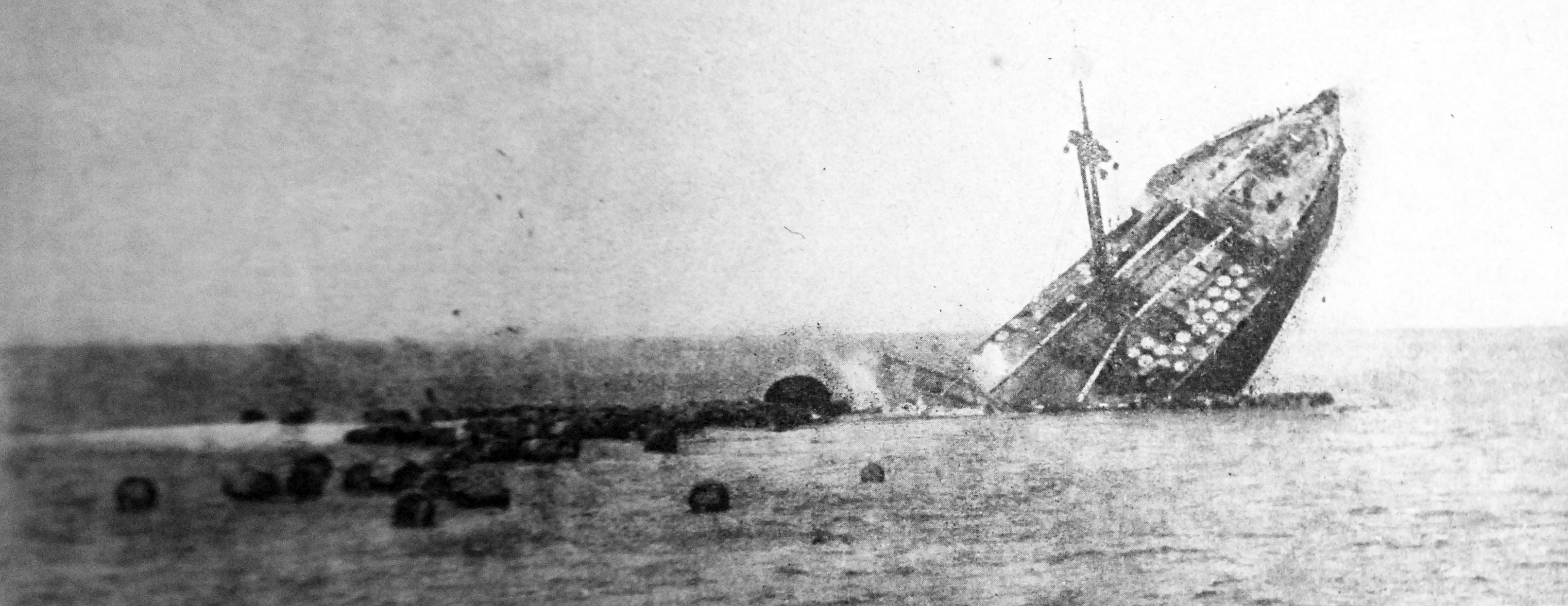
Versenkung des französischen Dampfers Herault vor der spanischen Küste, 1916

Das Boot unternahm insgesamt 24 Feindfahrten, bei denen 224 Schiffe mit einer Gesamttonnage von 535.900 BRT versenkt wurden. Nach anderen Quellen waren es 226 Schiffe mit einer Gesamttonnage von 538.500 BRT, die versenkt, und 10 mit einer Gesamttonnage von 36.889 BRT, die beschädigt wurden.
Das Boot war der II. Flottille unterstellt, die in Helgoland stationiert war, und absolvierte die ersten beiden Einsätze vom 19. bis zum 21. und vom 24. bis zum 26. Januar 1915. Hierbei handelte es sich um Aufklärungseinsätze in der Nordsee. Es folgten drei Feindfahrten, auf denen 17 Handelsschiffe mit insgesamt 25.716 BRT versenkt wurden.
Im August 1915 wurde U 35 zusammen mit U 34 ins Mittelmeer in die österreich-ungarische Marinebasis Cattaro zur U-Flottille Pola verlegt. Dabei konnten drei Handelsschiffe mit insgesamt 4.067 BRT versenkt werden. Es folgten zwei Feindfahrten, auf denen 15 Handelsschiffe mit 59.409 BRT vernichtet wurden.
Ende Oktober 1915 übernahm U 35 bei Bodrum zehn türkische Offiziere sowie Kriegsmaterial zur Unterstützung der aufständischen Senussi, die in der libyschen Wüste gegen die britische und italienische Kolonialmacht kämpften. Soweit es die Wetterverhältnisse zuließen, wurden zwei türkische Schoner in Schlepp genommen. Der Konvoi erreichte den libyschen Küstenort Bardia, wo die Ladung gelöscht werden konnte. Im Golf von Sollum (Ägypten) wurde daraufhin am 5. November 1915 der britische Dampfer Tara (1.862 BRT) versenkt und ein im Hafen von Sollum befindliches Kanonenboot zerstört. (→ Aktion von U 35 im Golf von Sollum)

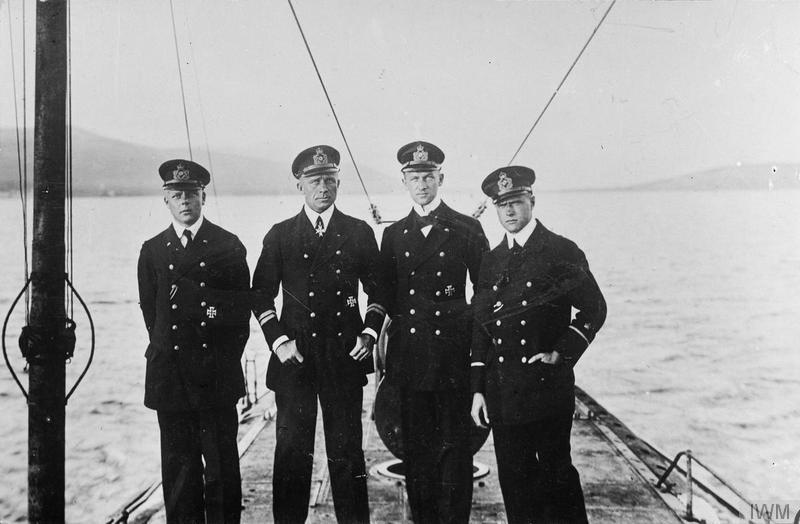
Arnauld de la Perière (2. von links) mit seinen Offizieren an Bord von U 35

Am 18. November 1915 übernahm Kapitänleutnant Lothar von Arnauld de la Perière U 35. Unter seinem Befehl führte es 15 weitere Feindfahrten durch, vor allem im Mittelmeerraum, auf denen 189 Handelsschiffe mit insgesamt 446.708 BRT versenkt wurden.
Am 26. Februar 1916 versenkte das Boot den französischen Hilfskreuzer La Provence mit 13.753 BRT bei Kap Matapan. Außerdem wurden am 29. Februar 1916 das britische Kanonenboot Primula mit 1.250 BRT versenkt sowie bei Malta am 23. März 1916 das britische Schiff Mineapolis mit 13.543 BRT.
Am 2. Oktober 1916 wurde das französische Kanonenboot Rigel mit 1.250 BRT versenkt und zwei Tage später am 4. Oktober 1916 der Hilfskreuzer Gallia mit 14.900 BRT am Kap Spartivento bei Sardinien.
Am 7. April 1917 wurde das britische Transportschiff Maplewood (3.239 BRT) 47 Seemeilen südwestlich von Capo Sperone nahe Sardinien versenkt. Es gab keine Opfer.
Eine der Feindfahrten unter de la Perière, die 14. Unternehmung von U 35, gilt bis heute als die erfolgreichste, die ein U-Boot abschloss. Sie dauerte vom 26. Juli bis zum 20. August 1916. Auf ihr wurden 54 Handelsschiffe mit 90.350 BRT versenkt.
Am 17. März 1918 übernahm Kapitänleutnant Ernst von Voigt das Boot. Er unternahm zwei Operationsversuche mit U 35, eine Feindfahrt und einen Rückverlegungsmarsch von Cattaro nach Deutschland. Beide mussten wegen Maschinenschaden frühzeitig abgebrochen werden.
Am 14. Oktober 1918 übernahm Kapitänleutnant Heino von Heimburg das Boot. Unter ihm wurde U 35 nach Kiel überführt.
Nach dem Ende des Ersten Weltkrieges wurde U 35 am 26. November 1918 nach Großbritannien überführt und zwischen 1919 und 1920 in Blyth abgewrackt.

## Kommandanten
| Dienstgrad       | Name                             | von               | bis               |
| ---------------- | -------------------------------- | ----------------- | ----------------- |
| Korvettenkapitän | Waldemar Kophamel                | 3. November 1914  | 12. November 1915 |
| Kapitänleutnant  | Lothar von Arnauld de la Perière | 13. November 1915 | 16. März 1918     |
| Kapitänleutnant  | Ernst von Voigt                  | 17. März 1918     | 13. August 1918   |
| Kapitänleutnant  | Heino von Heimburg               | 14. Oktober 1918  | 11. November 1918 |